# Takeshi Natori
Takeshi Natori (名取 武, Natori Takeshi) va ser un futbolista japonès que jugava com a davanter.

## Selecció japonesa
El maig de 1934, Natori, quan era un estudiant de la Universitat de Waseda, va ser seleccionat per formar part de la selecció nacional del Japó per als Jocs del Llunyà Orient de 1934 a Manila. En aquesta competició, el 20 de maig, va debutar i va marcar un gol contra la República de la Xina.